# Syrbacy
Syrbacy – polski zespół folkowy o płynnym składzie, założony w 1985 roku w Warszawie. Unikalny w Europie projekt muzyczny, którego członkowie traktowali muzykę z przymrużeniem oka i kreowali tradycyjne słowiańskie brzmienia we współczesnej odsłonie, głównie przy pomocy prymitywnych instrumentów etnicznych – z epoki, a także własnej roboty.

## Historia
Zespół węgierski, Délibáb miałam okazję nagrywać w 1976 podczas festiwalu w Zakopanem (wraz z Anną Szotkowską)... Było to moje pierwsze i dlatego ważne spotkanie z muzyką odkrywaną przez młodych nauczycieli z Debreczyna. Grali na rekonstruowanych instrumentach muzycznych, a żeby je zdobyć, jeździli po wsiach szukając starych muzykantów i budowniczych instrumentów, bo ta tradycja wówczas nie była tam żywa [mowa o Węgrzech, inaczej było wśród Węgrów w Rumunii]... Audycję o zespole Délibáb usłyszał Antoni Kania, i niebawem (po kilku latach) pod jej wpływem stworzył zespół Syrbacy, jeden z dwóch pierwszych zespołów folkowych, a więc taki, który muzyce ludowej dodaje nieco własnej weny i ekspresji, własnego wyobrażenia o muzyce ludowej

{{Cytat}} Linki zewnętrzne: "źródło".

Cały czas mi chodziło po głowie, jaką receptę znaleźć na polski folklor – ale w wersji rozrywkowej, eksportowej i strawnej dla przeciętnego, zmęczonego PRL-owskim folkloryzmem, ucha. Mój ojciec pochodził z Rzochowa, a druga część rodziny wywodzi się ze Lwowa, gdzie są silne tradycje polskie, patriotyczne i muzyczne. To już miałem 50 procent wkładu... Doszedłem do wniosku, że na pierwszym planie powinny być instrumenty (strona wizualna też jest ważna). Muzyka także musi być strawna, przystosowana do współczesnego ucha

{{Cytat}} Linki zewnętrzne: "źródło".
Liderem i pomysłodawcą grupy był multiinstrumentalista, aranżer, kolekcjoner i twórca instrumentów Antoni Kania. Syrbacy grali na starych, zapomnianych instrumentach. Na instrumentarium zespołu składały się zarówno instrumenty oryginalne, jak i te zrekonstruowane na podstawie rycin, wzorów i opisów. Na jego repertuar składały się, m.in. polskie przyśpiewki, muzyka country i słowiańsko-żydowska, czy ballady rosyjsko-cygańskie. Tematy muzyczne czerpano w dużej mierze z twórczości Oskara Kolberga. Kania nie chciał wiernie odtwarzać muzyki ludowej sprzed wieków, choć chciał zachować jej folkowy rodowód. Jego celem było jej uwspółcześnienie (uważał, że tylko wtedy nie wymrze), stąd w aranżacjach utworów pojawiały się takie style muzyczne, jak: country, reggae, czy jazz. Pierwszych samodzielnych nagrań radiowych zespół dokonał w 1987 roku (m.in. Opowieść lirnika, Lipka, Podolanka). Kani towarzyszyli wówczas: Witold Żuk i Adam Gzyra. Ponadto zespół miał na swoim koncie dwie EPki dla Tonpressu (N-83 i N-86) oraz nagraną w składzie: Antoni Kania (skrzypce), Adam Gzyra (mandolina), Witold Żuk (gitara basowa) i Jacek Olesiak (perkusja) czwórkę szkockiego piosenkarza Jima Craiga (Tonpress N-85, 1986). W 1988 roku odszedł Gzyra, którego zastąpił Mirosław Rogalski, a w ostatnich latach działalności grupy zamiast Rogalskiego występowała córka Antoniego Katarzyna Kania-Stróżewska. Z Syrbakami współpracowało wielu artystów, m.in. Tadeusz Konador. W połowie lat 90. zespół zawiesił działalność. Aktor Stanisław Jaskułka namówił Kanię do wzięcia udziału w programie telewizyjnym o wójtach, co spowodowało udany powrót Syrbaków na estradę. Pod koniec marca 1999 roku wyemitowano odcinek specjalny Familiady, którego zwycięzcami zostali muzycy formacji (już wówczas z Grodziska Mazowieckiego). Zespół wystąpił na wielu festiwalach folkowych (i nie tylko, np. II Ogólnopolski Przegląd Polskich Komedii Filmowych w Lubomierzu, w sierpniu 1998 roku) w kraju i w całej Europie, m.in. we: Francji (Nantes, Lazurowe Wybrzeże, Montpellier i in.), Niemczech (Rudolstadt, Cottbus i in.), Belgii, Luksemburgu, Austrii, Rosji, Czechach i na Słowacji. Syrbacy występowali na jednej scenie z Ravim Shankarem i Demisem Roussosem, jako zespół akompaniujący Jima Craiga, koncertowali także za granicą z polskimi zespołami rockowymi. Zespół wielokrotnie gościł na mrągowskim Pikniku Country, gdzie w 2000 roku otrzymał I nagrodę w konkursie "Piosenki Radia Kierowców" za utwór Ja jestem odlotowym kierowcą zawodowym, w 2001 r. II nagrodę za piosenkę pt. Na przejściu w Kołbaskowie, zaś w 2002 wręczono mu na tym festiwalu "Złotego Trucka". W 2004 roku nakładem wydawnictwa Konador, ukazał się album pt. Antek Kania jako Syrbacy oraz polskie instrumenta (CDKRP 011). Po przeprowadzce do Grodziska Mazowieckiego Kania w 1997 roku zorganizował w salkach katechetycznych w budynku Kościoła Przemienienia Pańskiego przy ul. Łącznej w grodziskiej dzielnicy Łąki, wyprzedzającą swoją epokę "Galerię Instrumentów Folkowych". Jest to jedyny w Polsce, w Europie, a także na świecie zbiór ponad tysiąca instrumentów, przeszkadzajek, i zabawek muzycznych starych i konstruowanych współcześnie. W ostatnich latach swojego życia Antoni Kania mieszkał we wsi Jesionka. Zmarł w nocy, z 10 na 11 lipca 2014 roku. Wówczas przestał też istnieć zespół Syrbacy. Po jego śmierci "Galerię Instrumentów Folkowych" prowadzi córka muzyka Katarzyna wraz z mężem Pawłem Stróżewskim. Kolekcja instrumentów w dalszym ciągu jest rozbudowywana, powstał także zespół muzyczny "Syrbacy Dzieciacy".
W latach 90. XX w. u Antoniego Kani (w "Galerii Instrumentów Folkowych") nauki pobierali muzycy Kapeli ze Wsi Warszawa. 